# هاري جي. ر. ووكر
هاري جي. ر. ووكر هو سياسي كندي، ولد في 1912، وتوفي في 1 أغسطس 1978.